# Saint-Pierre-Tarentaine
Saint-Pierre-Tarentaine est une ancienne commune française, située dans le département du Calvados en région Normandie, devenue le 1er janvier 2016 une commune déléguée au sein de la commune nouvelle de Souleuvre en Bocage.
Elle est peuplée de 355 habitants.

## Géographie
La commune est en Bocage virois. Son bourg est à 5,5 km au nord-est du Bény-Bocage, à 17 km au nord-est de Vire et à 19 km au sud-ouest de Villers-Bocage.
Le territoire est traversé par la route départementale no 577 (ancienne route nationale 177) reliant Vire au sud-ouest à l'accès à l'A84 vers Caen à Coulvain au nord-est. La D 53 permet à l'ouest de relier le bourg du Tourneur à la D 577 à la Vautelière, et plus au nord un autre accès à l'A84, notamment vers Rennes, à Saint-Ouen-des-Besaces. À cette voie se joint la D 165b qui accède au bourg et se prolonge au nord vers Brémoy. Dans la partie sud du territoire, la D 298 croise la D 577 à Cathéolles, joignant Le Bény-Bocage à l'ouest à Montchauvet à l'est.
Saint-Pierre-Tarentaine est dans le bassin de la Vire, par son sous-affluent la Souleuvre qui traverse le sud-ouest du territoire. Le sud est parcouru par le propre affluent de celle-ci, le Blandouit, grossi des eaux du Rubec qui délimite le sud-est du territoire. La moitié nord livre ses eaux à un autre affluent de la Souleuvre, le Courbençon, qui borde le nord de la commune puis la traverse au nord-ouest. La D 577 matérialise plus ou moins la ligne de partage des eaux entre les deux affluents, de Trompe-Souris à la Vautelière. Le paysage est marqué au sud par la vallée du Rubec, se prolongeant par le Blandouit et la Souleuvre jusqu'à sa confluence avec la Vire à Carville où cette vallée devient le site des gorges de la Vire.
Le point culminant (260 m) se situe en limite nord-est, près du lieu-dit la Houssaie. Le point le plus bas (125 m) correspond à la sortie de la Souleuvre du territoire, au sud-ouest. La commune est bocagère.
| Le Tourneur (comm. nouv. de Souleuvre en Bocage)                                                     | Brémoy                                           | Montamy (comm. nouv. de Souleuvre en Bocage)     |
| Le Tourneur (comm. nouv. de Souleuvre en Bocage)                                                     | Saint-Pierre-Tarentaine                          | Montamy (comm. nouv. de Souleuvre en Bocage)     |
| Le Tourneur (comm. nouv. de Souleuvre en Bocage) Le Bény-Bocage (comm. nouv. de Souleuvre en Bocage) | Montchauvet (comm. nouv. de Souleuvre en Bocage) | Montchauvet (comm. nouv. de Souleuvre en Bocage) |

## Toponymie
Le nom de la localité est attesté sous la forme S. Petrus de Tarenteigne en 1203. 
La paroisse est dédiée à l'apôtre Pierre, premier pape. 
Tarentaine serait lié à la ville de Tarente.
Le gentilé est  Saint-Pierrais.

## Histoire
Sous l'Ancien Régime, Saint-Pierre-Tarentaine est le siège de la baronnie de Crennes. Le fief est aux mains de Guillaume de Crennes au début du XIVe siècle. Les barons ont ensuite pour noms Poisson, Le Boucher et Blanchard. Le château (manoir) situé au nord de la commune est aujourd'hui une exploitation agricole.
Le 3 aout 1944, la commune est libérée par les Grenadier Guards dans le cadre de l'opération Bluecoat[réf. souhaitée]. 
En 1964, Saint-Pierre-Tarentaine (346 habitants en 1962) absorbe Arclais (73 habitants),, petite commune au sud-est du territoire qui était délimitée par le Blandouit, affluent de la Souleuvre. Elle avait survécu à la suppression de la paroisse, rattachée à celle de Montamy après la Révolution, et de son église Saint-Samson qui avait suivi.
Le 1er janvier 2016, Saint-Pierre-Tarentaine intègre avec dix-neuf autres communes la commune de Souleuvre en Bocage créée sous le régime juridique des communes nouvelles instauré par la loi no 2010-1563 du 16 décembre 2010 de réforme des collectivités territoriales. Les communes de Beaulieu, Le Bény-Bocage, Bures-les-Monts, Campeaux, Carville, Étouvy, La Ferrière-Harang, La Graverie, Malloué, Montamy, Mont-Bertrand, Montchauvet, Le Reculey, Saint-Denis-Maisoncelles, Sainte-Marie-Laumont, Saint-Martin-des-Besaces, Saint-Martin-Don, Saint-Ouen-des-Besaces, Saint-Pierre-Tarentaine et Le Tourneur deviennent des communes déléguées et Le Bény-Bocage est le chef-lieu de la commune nouvelle.

## Politique et administration
| Période                                  | Période       | Identité         | Étiquette | Qualité          |
| ---------------------------------------- | ------------- | ---------------- | --------- | ---------------- |
| maire en 1989                            |               | M. Mitaine       |           |                  |
| juin 1995                                | mars 2008     | Louis Destigny   | SE        | Agriculteur      |
| mars 2008                                | décembre 2015 | Régis Deliquaire | SE        | Clerc d'huissier |
| Les données manquantes sont à compléter. |               |                  |           |                  |

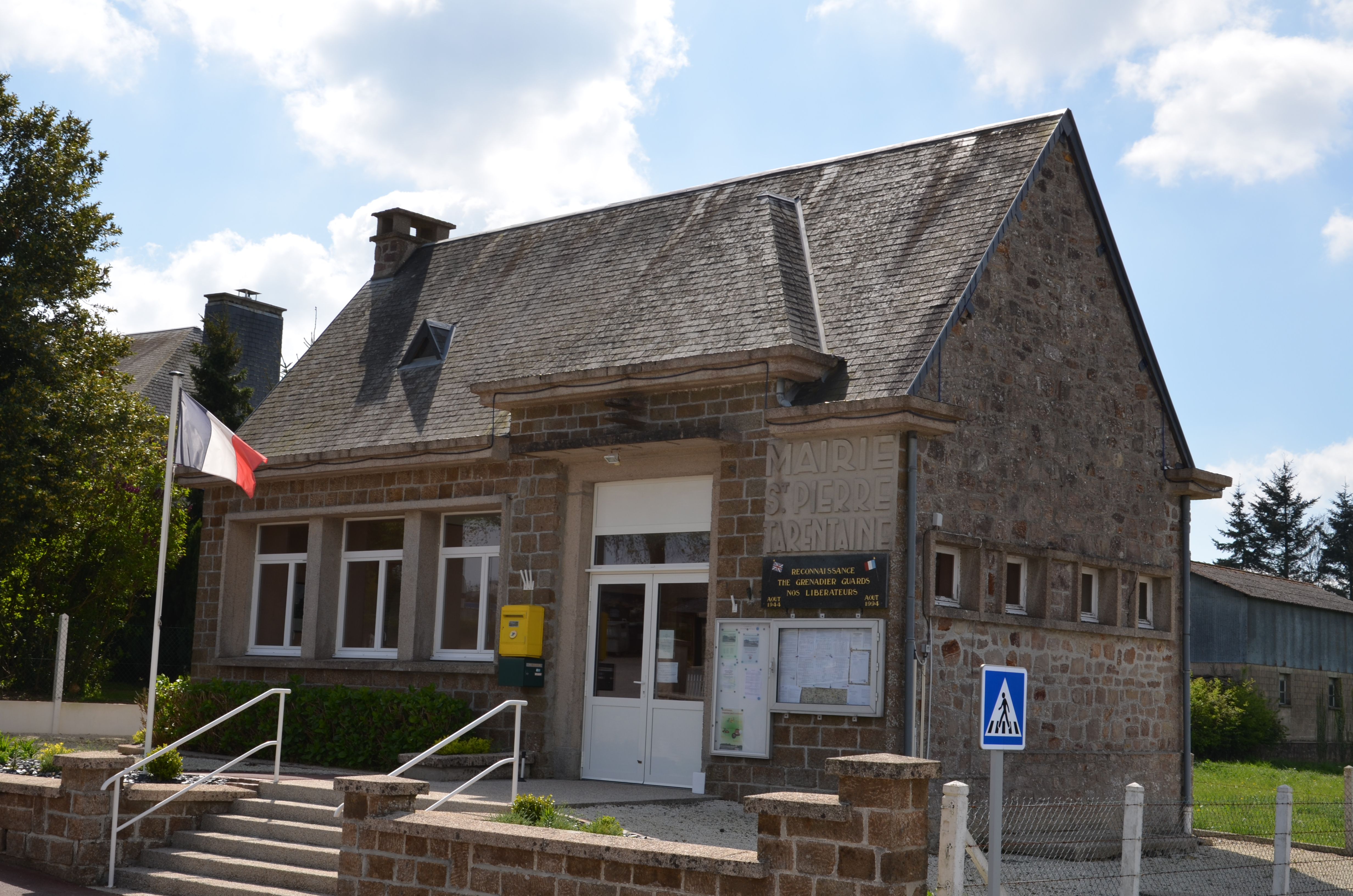
La mairie.

Le conseil municipal était composé de onze membres dont le maire et deux adjoints. Ces conseillers intègrent au complet le conseil municipal de Souleuvre-en-Bocage le 1er janvier 2016 jusqu'en 2020 et Régis Deliquaire devient maire délégué.

## Démographie
En 2022, la commune comptait 355 habitants. Depuis 2004, les enquêtes de recensement dans les communes de moins de 10 000 habitants ont lieu tous les cinq ans (en 2005, 2010, 2015, etc. pour Saint-Pierre-Tarentaine) et les chiffres de population municipale légale des autres années sont des estimations.
Saint-Pierre-Tarentaine a compté jusqu'à 768 habitants en 1841.
| 1793 | 1800 | 1806 | 1821 | 1831 | 1836 | 1841 | 1846 | 1851 |
| ---- | ---- | ---- | ---- | ---- | ---- | ---- | ---- | ---- |
| 713  | 588  | 682  | 690  | 708  | 747  | 768  | 749  | 714  |

| 1856 | 1861 | 1866 | 1872 | 1876 | 1881 | 1886 | 1891 | 1896 |
| ---- | ---- | ---- | ---- | ---- | ---- | ---- | ---- | ---- |
| 707  | 628  | 611  | 547  | 554  | 544  | 536  | 533  | 522  |

| 1901 | 1906 | 1911 | 1921 | 1926 | 1931 | 1936 | 1946 | 1954 |
| ---- | ---- | ---- | ---- | ---- | ---- | ---- | ---- | ---- |
| 491  | 468  | 499  | 426  | 413  | 443  | 435  | 393  | 364  |

| 1962 | 1968 | 1975 | 1982 | 1990 | 1999 | 2005 | 2010 | 2015 |
| ---- | ---- | ---- | ---- | ---- | ---- | ---- | ---- | ---- |
| 346  | 364  | 324  | 301  | 276  | 254  | 302  | 353  | 371  |

| 2018 | - | - | - | - | - | - | - | - |
| ---- | - | - | - | - | - | - | - | - |
| 376  | - | - | - | - | - | - | - | - |

## Lieux et monuments
- Église Saint-Pierre (XVIIe-XVIIIe siècles).
- Chapelle funéraire d'Arclais.

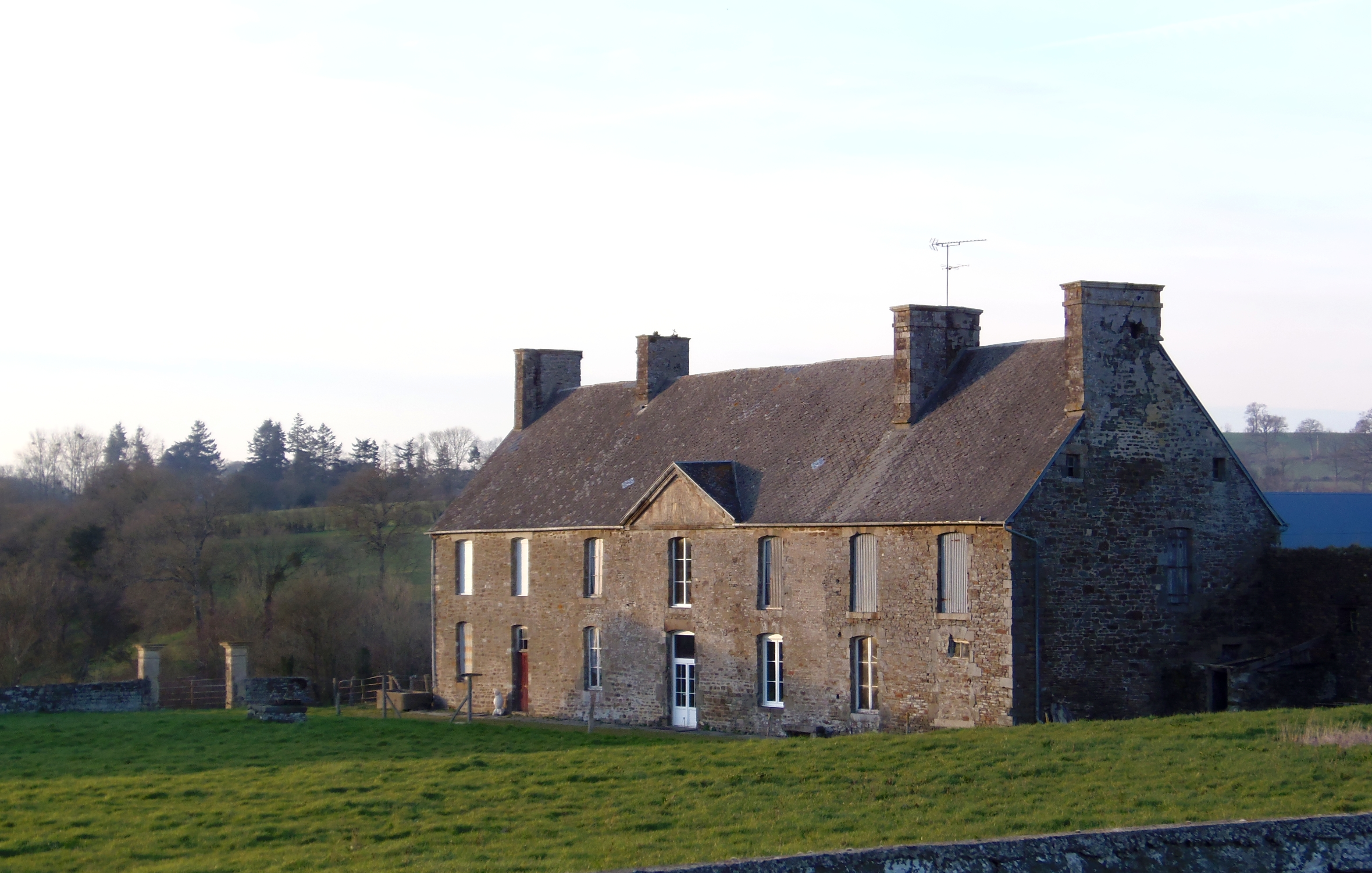
Le manoir de Crennes.

- Ancien manoir de Crennes, du XVIIe siècle.